# Захід Мубашір Шейх
Захід Мубашір Шейх (Zahid Mubashir Sheikh) — пакистанський військовий та дипломат. Генерал-майор. Надзвичайний і Повноважний Посол Пакистану в Україні (23.11.2018—22.11.2020).

## Життєпис
Народився в місті Лахор, Пакистан. У 1975 році закінчив Пакистанську військову академію. У 1989 році Cranfield Institute of Technology, Велика Британія, магістр оборонного управління. У 1998 Національний університет оборони Пакистану.
У 1975—2011 рр. — проходив військову службу в Пакистанській армії. Він має великий досвід командних, штабних і навчальних призначень і займається питаннями безпеки чутливих організацій, що робить його добре кваліфікованим керівником ефективної організації безпеки.
У 2018—2020 рр. — Надзвичайний і Повноважний Посол Пакистану в Україні.
11 лютого 2019 року — вручив вірчі грамоти Президенту України Петрові Порошенко.